# Velpatasvir

Inhibiteur pan-génotypique de la NS5A utilisé dans le traitement de l'hépatite C. Créé avec

Le velpatasvir est un inhibiteur du complexe NS5A en cours de test dans le traitement de l'hépatite C.

## Efficacité
Donné en association avec le sofosbuvir, il permet de rendre le virus indétectable dans les hépatites C de génotype 1, 2, 4, 5, 6 et 3. L'efficacité est un peu moindre en cas de cirrhose décompensée.